# David Moberg Karlsson
David Moberg Karlsson, né le 20 mars 1994 à Mariestad en Suède, est un footballeur suédois qui évolue au poste d'ailier droit à l'IFK Norrköping.

## Biographie

### Débuts en Suède
David Moberg Karlsson débute dans le club de sa ville natale, l'IFK Mariestad (en), où il fait ses débuts dans les divisions inférieures du football suédois. Il est ensuite repéré par l'IFK Göteborg, l'un des plus importants clubs de Suède, qui le recrute en 2010.

### Passage en Grande-Bretagne
En 2013 il est repéré par le club anglais de Sunderland AFC mais il ne joue qu'un seul match avec les Black Cats, le 27 août 2013 contre le MK Dons en EFL Cup, son équipe remporte le match 4-2.
Il est finalement prêté en 2014 au club écossais du Kilmarnock FC, pour la fin de saison, mais joue encore très peu.

### Nordsjaelland
Le 13 août 2014, il s'engage avec le club danois du FC Nordsjaelland. Il dispute avec cette équipe 48 matchs en Superliga, inscrivant cinq buts.

### IFK Norrköping
Le 21 juin 2016, Karlsson retourne en Suède et s'engage avec le club de l'IFK Norrköping. Avec cette équipe, il inscrit deux doublés en championnat, tout d'abord sur la pelouse de l'IF Elfsborg en novembre 2017 (score : 3-3), puis un autre doublé face au club d'Örebro SK en novembre de l'année suivante (victoire 3-2).

### Sparta Prague
Le 10 décembre 2018, il rejoint le club tchèque du Sparta Prague pour un contrat de trois ans et demi. Il choisit de porter le numéro 7,. Moberg Karlsson joue son premier match sous ses nouvelles couleurs le 18 février 2019 en championnat, alors que son équipe affronte Dukla Prague. Titulaire sur le côté droit de l'attaque du Sparta, son équipe s'impose par trois buts à deux. Il se montre décisif dès la journée suivante, le 24 février, lors du match face au FC Baník Ostrava. De nouveau titulaire, cette fois sur l'aile gauche de l'attaque, il participe à la victoire du Sparta en inscrivant son premier but pour le club mais également en délivrant une passe décisive pour Lukáš Štetina (en) (3-2 score final).

### Urawa Red Diamonds
En janvier 2022, David Moberg Karlsson rejoint le Japon en s'engageant avec le Urawa Red Diamonds,.
Il se montre décisif dès son premier match pour le club en marquant un but, le 19 mars 2022, lors d'une rencontre de championnat face au Júbilo Iwata. Il entre en jeu et participe à la victoire de son équipe par quatre buts à un.
Le 6 juillet 2022, David Moberg Karlsson se fait remarquer en réalisant son premier doublé pour le club, lors d'une rencontre de championnat contre le Júbilo Iwata. Les deux équipes se neutralisent ce jour-là (2-2 score final).

### Aris Salonique
Le 19 juillet 2023, David Moberg Karlsson rejoint la Grèce pour s'engager avec l'Aris Salonique sous la forme d'un prêt d'une saison.

### En sélection
Avec les moins de 19 ans, il inscrit un doublé contre la Norvège en février 2013. Par la suite, avec les espoirs, il inscrit un doublé contre la Russie en mars 2015.
David Moberg Karlsson honore sa première sélection avec la Suède le 8 janvier 2017, lors d'un match amical perdu 1-2 contre la Côte d'Ivoire. Il inscrit son premier but lors de sa deuxième sélection, le 12 janvier 2017, contre la Slovaquie. Son équipe s'impose sur le score de 6-0. En plus de marquer un but, il est aussi l'auteur de deux passes décisives dans ce match, la première pour Alexander Isak pour l'ouverture du score, et la seconde pour Sebastian Andersson.

## Palmarès
Sparta Prague
- Coupe de Tchéquie (1) :
  - Vainqueur : 2019-2020.